# Mossø (Rold Skov)
 For alternative betydninger, se Mossø (flertydig). (Se også artikler, som begynder med Mossø)
Mossø er en cirka 5 ha stor skovsø med brunt vand (naturtypen brunvandet sø) beliggende i i Rold Skov, øst for Store Økssø, syd for Skørping i Rebild Kommune. Mossø kan minde om en nordskandinavisk skovmose.
Søen omgives af et bælte af tørvemose, og i den nordlige ende findes er der et moseområde med højmoseplanter som spaghnummos, tranebær og soldug samt den sjældne hønsebær. Nogle gange kan man paddelboarde i søen, andre gange kan der også bades og svømmes i søen om sommeren.
Nord for søen ligger jamborettepladsen, hvor der nogle år holdes internationale spejderlejre.

## Eksterne kilder og henvisninger
1. ↑  Rold Skov - Naturstyrelsen

- Søerne i Rold Skov Arkiveret 12. februar 2012 hos  Wayback Machine
- Danmarks Søer, Søerne i Nordjyllands og Viborg Amter, af Thorkild Høy m.fl. ISBN 87-7717-200-0
- http://www.mossølodsejerforening.dk

56°48′26.84″N 9°53′10.14″Ø / 56.8074556°N 9.8861500°Ø